# Durval Ferreira
Durval Ferreira (Rio de Janeiro, 1935 - Rio de Janeiro, 2007) est un guitariste, arrangeur, compositeur et producteur de musique brésilien.

## Biographie
Durval Ferreira naît le 26 janvier 1935 à Rio de Janeiro.
Il apprend le violão avec sa mère, qui joue de la mandoline, avant de développer sa propre technique. Il la perfectionne tout au long de sa carrière, au contact de divers musiciens, tels que Johnny Alf, Luiz Eça, João Donato, Antonio Carlos Jobim, Herbie Mann et Julian Cannonball Adderley,, avec qui il se lie d'amitié, ainsi qu'avec Eumir Deodato, Bebeto Castilho (pt) (du Tamba Trio (pt)) et surtout Maurício Einhorn (pt), avec qui il maintient une longue collaboration, notamment en combinant le jazz avec la samba dans leurs compositions. C'est le cas dès leur première composition enregistrée, Sambop, de l'album Nova Geração em Ritmo de Samba (1958), de Claudette Soares,,.
En 1959, il participe au « Festival Bossa Nova », organisé au Liceu Franco Brasileiro, et au spectacle de bossa nova à la Faculté d'Architecture de l'université fédérale de Rio de Janeiro,. À cette époque, il forme son premier ensemble, avec lequel il accompagne, comme guitariste, la chanteuse Leny Andrade, qui a connu un grand succès dans l'interprétation de ses compositions Batida diferente et Estamos aí,.
En 1962, il fait partie du groupe d'Ed Lincoln et du Sexteto Bossa Rio, de Sergio Mendes, avec lequel il se produit au Festival Bossa Nova, organisé au Carnegie Hall de New York, où il enregistre également avec le saxophoniste nord-américain Julian Cannonball Adderley,. Il se produit avec le Tamba Trio (pt) et dirige le groupe Os Gatos, avec lequel il enregistre les albums Aquele som dos Gatos (1965) et Os Gatos (1966), édités par Philips,,. Il fait aussi partie du quintette Brincando de Samba e Bossa Nova, formé par Perna Fróes (claviers), Durval Ferreira (guitare), Zé Paulo (cavaquinho), Olímpio (basse) et Haroldo Jobim (batterie).
Parmi les autres compositions à succès, sont notables Estamos aí (avec Maurício Einhorn et Regina Werneck), Tristeza de Nós Dois (avec Einhorn et Bebeto), Chuva (avec Pedro Camargo), Samba Novo (avec Newton Chaves), Diagonal (avec Einhorn) et Moça Flor (avec Luis Fernando Freire),.
Il est directeur artistique des labels BMG, RGE, CiD, Linn Records, Impacto Music et PolyGram, et est responsable de la sortie d'artistes tels que Sandra de Sá, Emílio Santiago et Joanna, entre autres. Il produit divers projets de bossa nova ou des disques tels que O som brasileiro de Sarah Vaughn de Sarah Vaughan, Miúcha and Tom Jobim de Miúcha et Tom Jobim ou Gafieira Universal de Banda Black Rio.
Durval Ferreira meurt d'un cancer le 17 juin 2007 à Rio De Janeiro, où il est enterré au cimetière de São João Batista (pt).

## Discographie partielle

### En tant que Leader
- Aquele som dos Gatos (avec Os Gatos, 1965, Philips)
- Os Gatos (avec Os Gatos, 1966, Philips)
- Batida diferente (2004, Guanabara Records)

### En tant que Sideman
- Do the Bossa Nova with Herbie Mann (en) (1962, Atlantic)
- Cannonball's Bossa Nova (en) (1963, Riverside)
- Egberto Gismonti (avec Egberto Gismonti, 1968, Elenco)